# Futori Yoichi
Yoichi Futori (sinh ngày 3 tháng 8 năm 1982) là một cầu thủ bóng đá người Nhật Bản.

## Sự nghiệp câu lạc bộ
Yoichi Futori đã từng chơi cho Roasso Kumamoto, Gamba Osaka và Tokyo Verdy.